# Hjältarna från Telemarken
Hjältarna från Telemarken (eng: The Heroes of Telemark) är en brittisk film från 1965, i regi av Anthony Mann. I huvudrollerna ses Kirk Douglas, Richard Harris och Ulla Jacobsson.

## Handling
Filmen utspelar sig i Norge under andra världskriget 1942. I sin jakt på atombomben framställer tyskarna tungt vatten på Norsk Hydros elektrolysanläggning i Telemark. En grupp ur de norska partisanerna får i uppdrag att spränga fabriken som ligger uppe på ett berg och vaktas av en hel armé tyska soldater. Filmen bygger på en verklig händelse men mycket i filmen är uppdiktat.

## Rollista i urval
- Kirk Douglas - Dr Rolf Pedersen
- Richard Harris - Knut Straud
- Ulla Jacobsson - Anna Pedersen
- Michael Redgrave - farbror
- David Weston - Arne
- Sebastian Breaks - Gunnar
- John Golightly - Freddy
- Alan Howard - Oli
- Patrick Jordan - Henrik
- William Marlowe - Claus
- Brook Williams - Einar
- Roy Dotrice - Jensen
- Anton Diffring - Major Frick
- Ralph Michael - Nilssen
- Eric Porter - Josef Terboven
- Wolf Frees - Sturmbannführer Knippelberg
- Karel Stepanek - Professor Hartmüller
- Gerard Heinz - Professor Erhardt
- Victor Beaumont - Tysk Sergeant
- George Murcell - SS Oberscharführer
- Mervyn Johns - Överste Wilkinson
- Barry Jones - Professor Roderick Logan
- Geoffrey Keen - General Bolt
- Robert Ayres - General Courts
- Jennifer Hilary - Sigrid
- Maurice Denham - Doktor
- David Davies - Kapten vid 'Galtesund'
- Philo Hauser - affärsman
- Faith Brook - kvinna på buss
- Elvi Hale - Mrs. Sandersen
- Russell Waters - Mr. Sandersen
- Paul Hansard -  Tysk officer
- George Roubicek - Tysk radiooperatör
- Joe Dunne - Norsk Quislingnazist